# Les Guerriers du silence (trilogie)

Coperta romanului Les Guerriers du silence

Les Guerriers du Silence este o trilogie space opera (science-fiction) scrisă de Pierre Bordage, compusă din trei romane Les Guerriers du Silence (1993), Terra Mater (1994) și La Citadelle Hyponéros (1995). Pierre Bordage a primit în 1994 Grand Prix de l'Imaginaire și Premiul Julia Verlanger pentru Les Guerriers du Silence ; în 1996, romanul La Citadelle Hyponéros a primit Premiul Cosmos 2000.
Primul volum s-a vândut în peste 50.000 de exemplare. Această trilogie este considerată o lucrare majoră de renaștere a științifico-fantasticului francez. Prezintă un grup de personaje care au grijă de cunoștințelor antice numite „Știința Indică”, în timpul ascensiunii inexorabile a unei puteri imperiale universale autoritare.

## Vezi și
- Literatura științifico-fantastică în Franța